# Distretto di Sila Lat
Il distretto di Sila Lat (in thailandese: ศิลาลาด) è un distretto (amphoe) della Thailandia, situato nella provincia di Sisaket.